# Yao Anlian
Yao Anlian (cinese semplificato: 姚安濂; Shanghai, 25 agosto 1957) è un attore cinese.

## Carriera
Inizia la carriera cinematografica sotto la regia di Lou Ye, dapprima in Suzhou River e tre anni dopo in Purple Butterfly. Nel 2005 è il severo padre della protagonista in Shanghai Dreams di Wang Xiaoshuai, per la cui interpretazione è il miglior attore non protagonista ai Chinese Film Media Awards dell'anno seguente.
Nel 2014 vince il premio di miglior interpretazione maschile al Montreal World Film Festival per il film Da gong lao ban di Zhang Wei.

## Filmografia completa

### Cinema
- La donna del fiume - Suzhou River, di Lou Ye (2000)
- Purple Butterfly, di Lou Ye (2003)
- Shanghai Dreams, di Wang Xiaoshuai (2005)
- Hongse kanbaiyin, di Cai Shangjun (2007)
- Shi qi, di Joe Chow (2008)
- Chaoji 50, di Kai Ye (2009)
- Zheli nali, di Lu Sheng (2011)
- Er ci pu guang, di Li Yu (2012)
- Da gong lao ban, di Zhang Wei (2014)
- He yi sheng xiao mo, di Huang Bin e Yang Wenjun (2015)

### Televisione
- Fan fu da yuan (2006)
- Detective Fiction (2010)
- Xin shu (2012)
- Hua mu lan chuan qi (2013)
- Marriage Cuisine (2014)
- Xiao yan san jin (2016)
- Shen ye shi tang (2017)
- Ever Night (2018)